# Ямная (приток Нелобки)
Ямная — река в России, протекает по Свердловской области. Устье реки находится в 13 км по правому берегу реки Нелобка. Длина реки составляет 13 км.

## Данные водного реестра
По данным государственного водного реестра России относится к Иртышскому бассейновому округу, водохозяйственный участок реки — Тагил от города Нижний Тагил и до устья, речной подбассейн реки — Тобол. Речной бассейн реки — Иртыш.
Код объекта в государственном водном реестре — 14010501512111200005538.